# Diane Ackerman
Diane Ackerman (Waukegan, Illinois, 7 oktober 1948) is een Amerikaans schrijfster, dichteres, essayiste en natuuronderzoekster.

## Biografie
Diane Ackerman werd in 1948 geboren in Waukegan, Illinois en verhuisde op achtjarige leeftijd met haar familie naar Allentown, Pennsylvania. Ze behaalde een BA in Engels aan de Pennsylvania State University en daarna een Master of Arts, een Master of Fine Arts en een PhD aan de Cornell-universiteit. Ze gaf les in enkele universiteiten, onder andere in Columbia en Cornell.
Ackermans essays verschenen in The New York Times, Smithsonian, Parade, The New Yorker, National Geographic en vele andere tijdschriften. Haar natuuronderzoek bracht haar naar diverse locaties zoals het Atlantische regenwoud in Brazilië (onderzoek naar het bedreigde gouden leeuwaapje), Patagonië (noordkapers), Hawaï (bultruggen), Californië (onderzoek naar monarchvlinders in hun overwinteringsgebieden), French Frigate Shoals (monniksrobben), Toroshima, Japan (Stellers albatros), Texas (met Bat Conservation International), het Amazoneregenwoud en Antarctica (pinguïns). Ackerman was in 1986 halvefinalist voor het NASA-project Journalist-in-Space dat echter stopgezet werd na het ongeval met de ruimteveer Challenger. Er werd zelfs een molecule (een seksferomoon bij krokedillen) naar haar genoemd, namelijk dianeackerone.
Een collectie van haar manuscripten, geschriften en papers (the Diane Ackerman Papers, 1971–1997—Collection No. 6299) wordt bewaard in de bibliotheek van de Cornell-universiteit.
Onder haar non-fictiewerken behoren onder andere The Human Age: The World Shaped By Us over de natuur, het menselijk vernuft en onderzoekt hoe we zijn uitgegroeid tot de dominante kracht achter de veranderingen op onze planeet. Haar memoire One Hundred Names for Love: A Stroke, a Marriage, and the Language of Healing handelt over beroerte, afasie en genezing, nadat haar man in 2003 getroffen werd door een beroerte.
Haar boek The Zookeeper's Wife uit 2007 is gebaseerd op de dagboeken en aantekeningen van Antonina Zabinski die samen met haar man Jan de Warschau-zoo uitbaatte toen Duitsland in 1939 Polen binnenviel en dat verfilmd wordt en in maart 2017 in de bioscoopzalen zal komen. In 1995 was Ackerman gastvrouw van de vijfdelige wetenschappelijke Nova-televisieserie Mystery of the Senses, gebaseerd op haar boek A Natural History of the Senses.
Ackerman was getrouwd met schrijver en essayist Paul West, die in 2015 overleed. Ze woont in Ithaca (New York).

## Prijzen en onderscheidingen
In 2015 ontving Ackerman voor The Human Age de National Outdoor Book Award in de categorie Natural History Literature en de PEN New England's Henry David Thoreau Prize. In 2012 was ze kandidaat voor zowel de Pulitzerprijs als de National Book Critics Circle Award voor One Hundred Names for Love. Voor The Zookeeper's Wife ontving ze in 2008 de Orion Book Award. Ackerman had drie New York Times-bestsellers: The Human Age (2014), The Zookeeper's Wife (2008) en A Natural History of the Senses (1990).